# Dicromato de potássio
O dicromato de potássio, também chamado de bicromato de potássio, é um sólido cristalino laranja-avermelhado, K2Cr2O7, solúvel em água e insolúvel em álcool.
É preparado por acidificação de solução de cromato de potássio puro (a adição de uma base a soluções de dicromato de potássio inverte este processo). O composto é usado industrialmente como um agente de oxidação na indústria química e na produção de produtos corantes, em eletrogalvanização, pirotécnica, manufatura de vidro, colas, curtume, fotografia, litografia, e em produtos de cerâmica, usado também em tratamentos de madeira contra podridão e envelhecimento da pele.

## Propriedades
- Densidade = 2,676 g/cm³
- Ponto de fusão = 398 °C
- Massa molar = 294 g/mol

## Segurança
O dicromato de potássio é nocivo. Pode ser fatal se absorvido através da pele, ingerido ou inalado. Contém Cromo VI, um agente cancerígeno em humanos. Alergénico. Irritante ocular e do trato respiratório.
Graças ao seu agente cancerígeno é também utilizado em testes laboratoriais onde se faz necessário compostos letais (controle positivo) para comparação de mortalidade com outras substâncias.
É considerado um risco em caso de fogo devido às suas propriedades oxidantes, devendo ser mantido afastado de materiais combustíveis.
Também é usado para experiências nas escolas ( como por exemplo em simulações de vulcões do tipo explosivo, os vulcoezinhos de dicromato), mas com a ajuda supervisão de um professor. É  sempre aconselhável usar luvas de proteção, jaleco e máscara - para a proteção das vias respiratórias.

## Reação
O dicromato de potássio também é utilizado nos bafômetros. O bafômetro é um aparelho que mede o teor alcoólico por meio de uma reação de oxidação do etanol:
3 CH3-CH2-OH + K2-Cr2-O7 + 4 H2SO4 → 3 CH3-COOH + Cr2(SO4)3 + K2SO4 + 7 H2O.
O etanol não absorvido pelo organismo é eliminado pela respiração. O indivíduo suspeito de estar dirigindo embriagado deve assoprar a mistura contida no aparelho. Se ele estiver embriagado, a cor laranja do dicromato de potássio em meio ácido muda para verde, cor característica do sulfato de crômio, mostrando a redução do dicromato e a oxidação do álcool. Quanto maior o teor de álcool expirado pelo motorista, mais intensa a cor verde.